# Calea ferată Simeria-Hunedoara
Calea ferată Simeria-Hunedoara (secția secundară CFR 207) este o cale ferată secundară ce face legătura între localitățile Simeria și Hunedoara, ambele situate în județul Hunedoara. Linia are o lungime de 15 km și a fost inaugurată pe 1 iunie 1884. Tronsonul este cu linie simplă și a fost electrificat în anul 1984. În anii 1950 a fost construit pe acest tronson o rețea de linii industriale care să deservească Combinatul Siderurgic Hunedoara, lungimea totală a acestora depășind 150 km. Clădirea gării din Hunedoara a fost inaugurată în anul 1951, înlocuind vechea gară care a fost demolată pentru a face loc construcției unei noi oțelării a combinatului. La inaugurarea gării a fost prezent Gheorghe Gheorghiu-Dej. În anul 2012 transportul călătorilor pe acest tronson a fost preluat de compania Regiotrans, care a efectuat curse până în anul 2015 când transportul călătorilor a fost din nou preluat de CFR Călători. La începutul anului 2018, însă, operatorul de stat și-a anunțat retragerea, de la 1 martie a acelui an, anulând trenurile de călători care legau municipiile Hunedoara și Simeria. Momentan, niciun operator de transport feroviar de călători nu a preluat această rută, linia rămânând nedeservită.